# Przywieczerzynek
Przywieczerzynek – wieś w Polsce położona w województwie kujawsko-pomorskim, w powiecie włocławskim, w gminie Lubanie.
Wieś duchowna, własność kapituły kujawskiej, położona była w 1785 roku w powiecie brzeskokujawskim województwa brzeskokujawskiego. W latach 1975–1998 miejscowość administracyjnie należała do województwa włocławskiego.